# 蘭京鎮區 (阿肯色州佩里縣)
蘭京鎮區（英語：Rankin Township）是位於美國阿肯色州佩里縣的一個行政鎮區。

## 地方資料
蘭京鎮區的面積為83.64平方千米，當中陸地面積為78.23平方千米，而水域面積為5.41平方千米。根據2010年美國人口普查的數據，當地共有人口1296人，而人口密度為每平方千米15.49人。